# 릴린 (단백질)
릴린(Reelin)은 RELN 유전자에 의해 암호화된 것으로, 세포-세포 상호 작용을 제어하여 발달 중인 뇌에서 신경 이동 및 위치 지정 과정을 조절하는 데 도움이 되는 대규모 분비 세포외기질 당단백질이다. 초기 발달에서 이러한 중요한 역할 외에도 릴린은 성인 뇌에서도 계속해서 작용한다. 이는 장기 강화의 유도 및 유지를 강화하여 시냅스 가소성을 조절한다. 또한 수상돌기 및 수상돌기 척추 발달을 자극하고 뇌실하 및 과립하 구역과 같은 성인 신경 발생 부위에서 생성된 신경모세포의 지속적인 이동을 조절한다. 이는 뇌뿐만 아니라 간, 갑상선, 부신, 나팔관, 유방 및 다양한 해부학적 부위에 걸쳐 비교적 낮은 수준에서도 발견된다.
릴린은 여러 뇌 질환의 발병과 관련이 있는 것으로 제안되었다. 이 단백질의 발현은 정신분열증과 정신병적 양극성 장애에서 유의하게 낮은 것으로 밝혀졌으나, 향정신성 약물 자체가 릴린 발현에 영향을 미치는 것으로 연구에서 밝혀졌기 때문에 이러한 관찰의 원인은 여전히 불확실하다. 더욱이, 릴린 발현의 변화된 수준을 설명하기 위한 후성유전학적 가설은 논란의 여지가 있다. 릴린이 완전히 부족하면 일종의 무뇌증이 발생한다. 릴린은 또한 알츠하이머병, 측두엽 간질 및 자폐증에서도 역할을 할 수 있다.
릴린의 이름은 릴러(reeler) 생쥐의 비정상적인 비틀거리는 걸음걸이에서 유래되었다. 이 생쥐는 나중에 이 뇌 단백질이 결핍되어 있고 RELN 유전자 돌연변이에 대해 동형접합성인 것으로 밝혀졌다. 릴린 기능 상실과 관련된 주요 표현형은 발달 중인 중추신경계(CNS) 전체의 신경 위치 지정 실패이다. 릴린 유전자에 대해 이형접합성인 쥐는 신경해부학적인 결함이 거의 없지만 정신병적 장애와 관련된 내인성 특징을 나타낸다.

### Articles, publications, webpages
- “Gabriella D'Arcangelo”. Rutgers University. 25 July 2008에 원본 문서에서 보존된 문서. 23 August 2008에 확인함. the scientist who discovered the reelin gene and protein
- Human RELN at WikiGenes

### Figures and images
- “Reelin gene expression in mice”. 《Brain Gene Expression Map》. St. Jude Children's Research Hospital. 2005년 1월 23일에 원본 문서에서 보존된 문서. 2008년 8월 23일에 확인함.
- “Schematic representation of signaling through the LDLR family members apoER2 and VLDL receptor”. 2008년 8월 23일에 확인함.[깨진 링크] – A figure from Beffert U, Stolt PC, Herz J (March 2004). “Functions of lipoprotein receptors in neurons”. 《Journal of Lipid Research》 45 (3): 403–9. doi:10.1194/jlr.R300017-JLR200. PMID 14657206.
- “Proposed mechanism by which mouse RELN promoter regulate reelin gene expression”. Proc. Natl. Acad. Sci. USA. 2007년 12월 25일에 원본 문서에서 보존된 문서. 2008년 8월 23일에 확인함. – A figure from Dong E, Agis-Balboa RC, Simonini MV, Grayson DR, Costa E, Guidotti A (August 2005). “Reelin and glutamic acid decarboxylase67 promoter remodeling in an epigenetic methionine-induced mouse model of schizophrenia”. 《Proceedings of the National Academy of Sciences of the United States of America》 102 (35): 12578–83. Bibcode:2005PNAS..10212578D. doi:10.1073/pnas.0505394102. PMC 1194936. PMID 16113080.
- “Corticogenesis in wild-type, reeler mutant and β1 deficient mice”. 2007년 12월 24일에 원본 문서에서 보존된 문서. 2008년 8월 23일에 확인함. Pictorial rendition of the difference that the lack of reelin brings to the cortical structure – A figure from Magdaleno SM, Curran T (December 2001). “Brain development: integrins and the Reelin pathway”. 《Current Biology》 11 (24): R1032–5. Bibcode:2001CBio...11R1032M. doi:10.1016/S0960-9822(01)00618-2. PMID 11747842. S2CID 8790079.
- Hong SE, Shugart YY, Huang DT, Shahwan SA, Grant PE, Hourihane JO,  외. (September 2000). “Autosomal recessive lissencephaly with cerebellar hypoplasia is associated with human RELN mutations”. 《Nature Genetics》 26 (1): 93–6. doi:10.1038/79246. PMID 10973257. S2CID 67748801.